# باتوس (البرازيل)
باتوس هي بلدية في البرازيل، تتبع بارايبا، بلغ عدد سكانها 91,761  نسمة في 2000، تبلغ مساحتها 512.791 كيلومتر مربع.

## الموقع
تشترك في الحدود مع:
- Quixabá, Paraíba [الإنجليزية]‏.

## المناخ
يظهر الجدول التالي التغييرات المناخية على مدار السنة لباتوس:
| البيانات المناخية لـباتوس | البيانات المناخية لـباتوس | البيانات المناخية لـباتوس | البيانات المناخية لـباتوس | البيانات المناخية لـباتوس | البيانات المناخية لـباتوس | البيانات المناخية لـباتوس | البيانات المناخية لـباتوس | البيانات المناخية لـباتوس | البيانات المناخية لـباتوس | البيانات المناخية لـباتوس | البيانات المناخية لـباتوس | البيانات المناخية لـباتوس | البيانات المناخية لـباتوس |
| الشهر | يناير                     | فبراير                    | مارس                      | أبريل                     | مايو                      | يونيو                     | يوليو                     | أغسطس                     | سبتمبر                    | أكتوبر                    | نوفمبر                    | ديسمبر                    | المعدل السنوي             |
| --- | ------------------------- | ------------------------- | ------------------------- | ------------------------- | ------------------------- | ------------------------- | ------------------------- | ------------------------- | ------------------------- | ------------------------- | ------------------------- | ------------------------- | ------------------------- |
| الدرجة القصوى °م (°ف) | 39.1 (102.4)              | 38.9 (102.0)              | 39.6 (103.3)              | 38.5 (101.3)              | 38 (100)                  | 37 (99)                   | 35.7 (96.3)               | 37.1 (98.8)               | 38.5 (101.3)              | 39.8 (103.6)              | 39.5 (103.1)              | 39.5 (103.1)              | 39.8 (103.6)              |
| متوسط درجة الحرارة الكبرى °م (°ف)                                                                                              | 32.0 (89.6)               | 31.7 (89.1)               | 31.2 (88.2)               | 30.1 (86.2)               | 28.7 (83.7)               | 27.4 (81.3)               | 27.0 (80.6)               | 27.6 (81.7)               | 29.5 (85.1)               | 31.0 (87.8)               | 31.7 (89.1)               | 32.0 (89.6)               | 30.0 (86.0)               |
| المتوسط اليومي °م (°ف) | 26.8 (80.2)               | 26.7 (80.1)               | 26.5 (79.7)               | 25.9 (78.6)               | 25.0 (77.0)               | 24.0 (75.2)               | 23.3 (73.9)               | 23.5 (74.3)               | 24.9 (76.8)               | 25.9 (78.6)               | 26.4 (79.5)               | 26.7 (80.1)               | 25.5 (77.9)               |
| متوسط درجة الحرارة الصغرى °م (°ف)                                                                                              | 21.7 (71.1)               | 21.7 (71.1)               | 21.8 (71.2)               | 21.7 (71.1)               | 21.4 (70.5)               | 20.6 (69.1)               | 19.7 (67.5)               | 19.5 (67.1)               | 20.3 (68.5)               | 20.8 (69.4)               | 21.1 (70.0)               | 21.4 (70.5)               | 21.0 (69.8)               |
| أدنى درجة حرارة °م (°ف) | 17.5 (63.5)               | 18.3 (64.9)               | 15.2 (59.4)               | 18.5 (65.3)               | 16.8 (62.2)               | 15.2 (59.4)               | 9.2 (48.6)                | 15.1 (59.2)               | 17.0 (62.6)               | 18.1 (64.6)               | 16.2 (61.2)               | 17.5 (63.5)               | 9.2 (48.6)                |
| معدل هطول الأمطار مم (إنش) | 66 (2.6)                  | 139 (5.5)                 | 213 (8.4)                 | 177 (7.0)                 | 55 (2.2)                  | 28 (1.1)                  | 12 (0.5)                  | 3 (0.1)                   | 1 (0.0)                   | 4 (0.2)                   | 8 (0.3)                   | 22 (0.9)                  | 728 (28.8)                |
| متوسط الرطوبة النسبية (%) | 52.3                      | 64                        | 65.6                      | 61.3                      | 55.8                      | 53.8                      | 49.1                      | 46.8                      | 45.7                      | 47.2                      | 48.1                      | 47.4                      | 53.1                      |
| المصدر #1: المعهد الوطني للأرصاد الجوية (temperature records: 1975 to 1984 and 1993 to 2013).                                  |                           |                           |                           |                           |                           |                           |                           |                           |                           |                           |                           |                           |                           |
| المصدر #2: Climate Data (Precipitation and temperature average) and Departamento de Ciências Atmosféricas (relative humidity). |                           |                           |                           |                           |                           |                           |                           |                           |                           |                           |                           |                           |                           |